# West Swan River (Tasmanien)
Der West Swan River ist ein Fluss im Osten des australischen Bundesstaates Tasmanien.

## Geografie

### Flusslauf
Der rund 28 Kilometer lange West Swan River entspringt an den Nordosthängen des Snow Hill in der gleichnamigen Forest Reserve, etwa 78 Kilometer südöstlich von Launceston. Von dort fließt er zunächst nach Osten und mündet bei Waters Meeting in den Swan River.

### Nebenflüsse mit Mündungshöhen
Der West Swan River hat folgende Nebenflüsse:
- Jam Creek – 377 m
- Gamble Creek – 70 m